# Baño Roffe
El Baño Roffe (en ucraniano: Купальні Роффе, en ruso: Купальни Роффе) es un monumento histórico situado en el centro de Yalta, Crimea, que forma parte del conjunto "Francia", construido por el famoso arquitecto Nikolay Krasnov, diseñador del gran Palacio de Livadia por orden del comerciante Alexey I. Roffe, el dueño de la Alianza "ROFE (Roffe) e hijos" con una piscina añadida delante del portal en estilo morisco. Personalidades famosas como Ivan Bunin, Fiodor Chaliapin, Anton Chejov y otros miembros de la Sociedad de Escritores y académicos se quedaron en el baño Roffe.